# Bătălia de la Fredericksburg
Bătălia de la Fredericksburg s-a dat în zilele de 11–15 decembrie 1862, în orașul Fredericksburg și în preajma lui, între armata confederată a Virginiei de Nord condusă de generalul Robert E. Lee și  armata unionistă a Potomacului, comandată de gen.-mr. Ambrose E. Burnside. Zadarnicele atacuri frontale ale armatei unioniste de la 13 decembrie împotriva apărătorilor confederați cantonați pe înălțimile din spatele orașului a fost una dintre cele mai dezechilibrate ciocniri din Războiul Civil American, victimele unioniștilor fiind de peste două ori mai numeroase decât cele suferite de confederați.
Planul lui Burnside era de a trece râul Rappahannock pe la Fredericksburg la jumătatea lui noiembrie și de a pătrunde rapid în capitala Confederației, Richmond, înainte ca armata lui Lee să-l poată opri. Întârzierile birocratice l-au împiedicat pe Burnside să primească podurile mobile necesare și Lee a reușit să-și poziționeze armata în așa fel încât să blocheze trecerile. Când armata unionistă a reușit în cele din urmă să-și construiască podurile și să traverseze râul în ciuda tirului inamic, au început lupte în oraș în zilele de 11–12 decembrie. Soldații unioniști s-au pregătit să ia cu asalt pozițiile defensive confederate de la sud de oraș și de pe o creastă puternic fortificată aflată la vest de oraș, denumită Înălțimile lui Marye (Marye's Heights).
La 13 decembrie, „marea divizie” a gen.-mr. William B. Franklin a reușit să penetreze prima linie defensivă a gen.-lt. confederat Stonewall Jackson la sud, dar a fost respinsă. Burnside a ordonat marilor divizii ale general-maiorilor Edwin V. Sumner și Joseph Hooker să efectueze asalturi frontale multiple împotriva poziției gen.-lt. James Longstreet de pe Înălțimile lui Marye, toate acestea fiind respinse cu pierderi grele. La 15 decembrie, Burnside și-a retras armata, punând capăt unei noi campanii eșuate a Uniunii pe teatrul estic de operațiuni al războiului.

## Contextul și planurile lui Burnside
În noiembrie 1862, președintele Abraham Lincoln avea nevoie să demonstreze succesul efortului unionist de război înainte ca publicul din nord să-și piardă încrederea în administrația sa. Armatele confederate au fost în mișcare la începutul toamnei, invadând Kentucky și Maryland, și deși fiecare din aceste invazii a fost respinsă, aceste armate au rămas intacte și capabile de alte acțiuni. Lincoln i-a cerut gen.-mr. Ulysses S. Grant să înainteze împotriva fortăreței confederate Vicksburg, Mississippi. El l-a înlocuit pe gen.-mr. Don Carlos Buell cu gen.-mr. William S. Rosecrans, în speranța unei atitudini mai agresive împotriva confederaților în Tennessee. La 5 noiembrie văzând că înlocuirea lui Buell nu-l stimulase pe gen.-mr. George B. McClellan să acționeze, a dat ordinul de înlocuire a lui McClellan de la comanda Armatei Potomacului din Virginia. McClellan îl oprise pe Robert E. Lee în bătălia de la Antietam din Maryland, dar nu reușise să distrugă armata lui Lee, nici să-l oblige pe acesta să se retragă în Virginia, suficient de agresiv pentru Lincoln.
Înlocuitorul lui McClellan a fost gen.-mr. Ambrose E. Burnside, comandantul Corpului IX. Burnside își construise o reputație de comandant independent, cu operațiuni reușite în acel an în zona de coastă a Carolinei de Nord și, spre deosebire de McClellan, nu părea să aibă ambiții politice. El se simțea însă insuficient de calificat pentru a comanda o armată și la început a vrut să refuze numirea. A acceptat abia când i s-a arătat că McClellan va fi oricum înlocuit și că alternativa ar fi gen.-mr. Joseph Hooker, pe care Burnside îl displăcea și în care nu avea încredere. Burnside a preluat comanda la 7 noiembrie.
Ca răspuns la insistențele lui Lincoln și ale generalului Henry W. Halleck, Burnside a pus la cale o ofensivă pentru sfârșitul toamnei; și-a comunicat planul său lui Halleck la 9 noiembrie. Planul se baza pe mișcarea rapidă și pe diversiune. Avea să-și concentreze armata în mod vizibil lângă Warrenton, prefăcându-se că se deplasează spre Culpeper Court House, Orange Court House, sau Gordonsville. Apoi, el urma să schimbe rapid direcția către sud-est și să traverseze râul Rappahannock River la Fredericksburg, sperând că Robert E. Lee va sta nemișcat, fără să-și dea seama de intențiile lui Burnside, în vreme ce armata unionistă va înainta rapid către Richmond, spre sud pe calea ferată de la Fredericksburg. Burnside a ales acest plan deoarece era îngrijorat că dacă va înainta direct către sud de la Warrenton, va fi expus unui atac în flanc  din partea gen.-lt. Thomas J. Stonewall Jackson, al cărui corp se afla atunci în Valea Shenandoah la sud de Winchester. El credea și că calea ferată Orange-Alexandria ar fi o linie de aprovizionare necorespunzătoare. (Burnside era sub influența planurilor pe care McClellan începuse să le elaboreze înainte de a fi înlocuit. Conștient că Lee blocase calea ferată Orange–Alexandria, McClellan a luat în calcul o rută prin Fredericksburg și a ordonat unui mic grup de călăreți comandați de căpitanul Ulric Dahlgren să investigheze starea căii ferate Richmond–Fredericksburg–Potomac.) În timp ce Burnside începuse să strângă o bază de aprovizionare la Falmouth, lângă Fredericksburg, administrația Lincoln a purtat o îndelungată discuție despre cât de înțelept e acest plan, diferit de preferința președintelui pentru o mișcare către sud pe calea ferată Orange–Alexandria și o confruntare directă cu armata lui Lee în locul unei manevre concentrate pe orașul Richmond. Lincoln a aprobat în cele din urmă planul la 14 noiembrie dar și-a avertizat generalul să se deplaseze foarte repede, îndoindu-se că Lee se va comporta așa cum anticipa Burnside.

## Forțele celor două tabere
Burnside și-a organizat Armata Potomacului în trei așa-numite mari divizii, organizații ce conțineau corpuri de infanterie, cavalerie și artilerie, un total de 120.000 de oameni, dintre care 114.000 aveau să fie implicați în luptă:
- Marea Divizie Dreapta, comandată de gen.-mr. Edwin V. "Bull" Sumner, formată din Corpul II al gen.-mr. Darius N. Couch (diviziile generalilor de brigadă Winfield S. Hancock, Oliver O. Howard și William H. French) și Corpul IX al generalului de brigadă Orlando B. Willcox (diviziile generalilor de brigadă William W. Burns, Samuel D. Sturgis și George W. Getty). Acestora li s-a atașat o divizie de cavalerie condusă de gen. brig. Alfred Pleasonton.
- Marea Divizie Centru, comandată de gen.-mr. Joseph Hooker, formată din Corpul III al gen. brig. George Stoneman (diviziile generalilor de brigadă David B. Birney, Daniel E. Sickles și Amiel W. Whipple) și Corpul V al gen. brig. Daniel Butterfield (diviziile generalilor de brigadă Charles Griffin, George Sykes și Andrew A. Humphreys). Acestora li s-a atașat o brigadă de cavalerie condusă de gen. brig. William W. Averell.
- Marea Divizie Stânga, comandată de gen.-mr. William B. Franklin, formată din Corpul I al gen.-mr. John F. Reynolds (diviziile generalilor de brigadă Abner Doubleday și John Gibbon și a gen.-mr. George G. Meade) și Corpul VI al gen.-mr. William F. Baldy Smith (diviziile generalilor de brigadă William T. H. Brooks, Albion P. Howe și John Newton). Acestora li s-a atașat o brigadă de cavalerie comandată de gen. brig. George D. Bayard.
- Rezerva, comandată de gen.-mr. Franz Sigel din Corpul XI, se afla în zona Fairfax Court House. Corpul XII, condus de gen.-mr.Henry W. Slocum, a fost chemat de la Harpers Ferry la Dumfries, Virginia, pentru a se alătura forței de rezervă la 9 decembrie, dar niciuna dintre aceste corpuri de armată nu a participat la luptă.[8]

Armata Virginiei de Nord a lui Robert E. Lee avea aproape 85.000 de oameni, din care 72.500 au intrat în luptă. Organizarea acestei armate pe corpuri a fost aprobată printr-o lege a Congresului Confederației la 6 noiembrie 1862.
- Primul Corp, al gen.-lt. James Longstreet conținea diviziile general-maiorilor Lafayette McLaws, Richard H. Anderson, George E. Pickett și John Bell Hood, și cea a generalului de brigadă Robert Ransom, Jr.
- Al Doilea Corp, comandat de gen.-lt. Thomas J. Stonewall Jackson conținea diviziile gen.-mr. D.H. Hill și A.P. Hill, și a generalilor de brigadă Jubal A. Early și William B. Taliaferro.
- Artileria din rezervă era comandată de gen. brig. William N. Pendleton.
- Divizia de cavalerie era comandată de gen.-mr. J.E.B. Stuart.

Cele două armate de la Fredericksburg reprezentau cel mai mare număr de oameni înarmați care s-au confruntat în vreo luptă din cadrul Războiului Civil.

## Deplasarea spre bătălie
Confederații
     Unioniștii

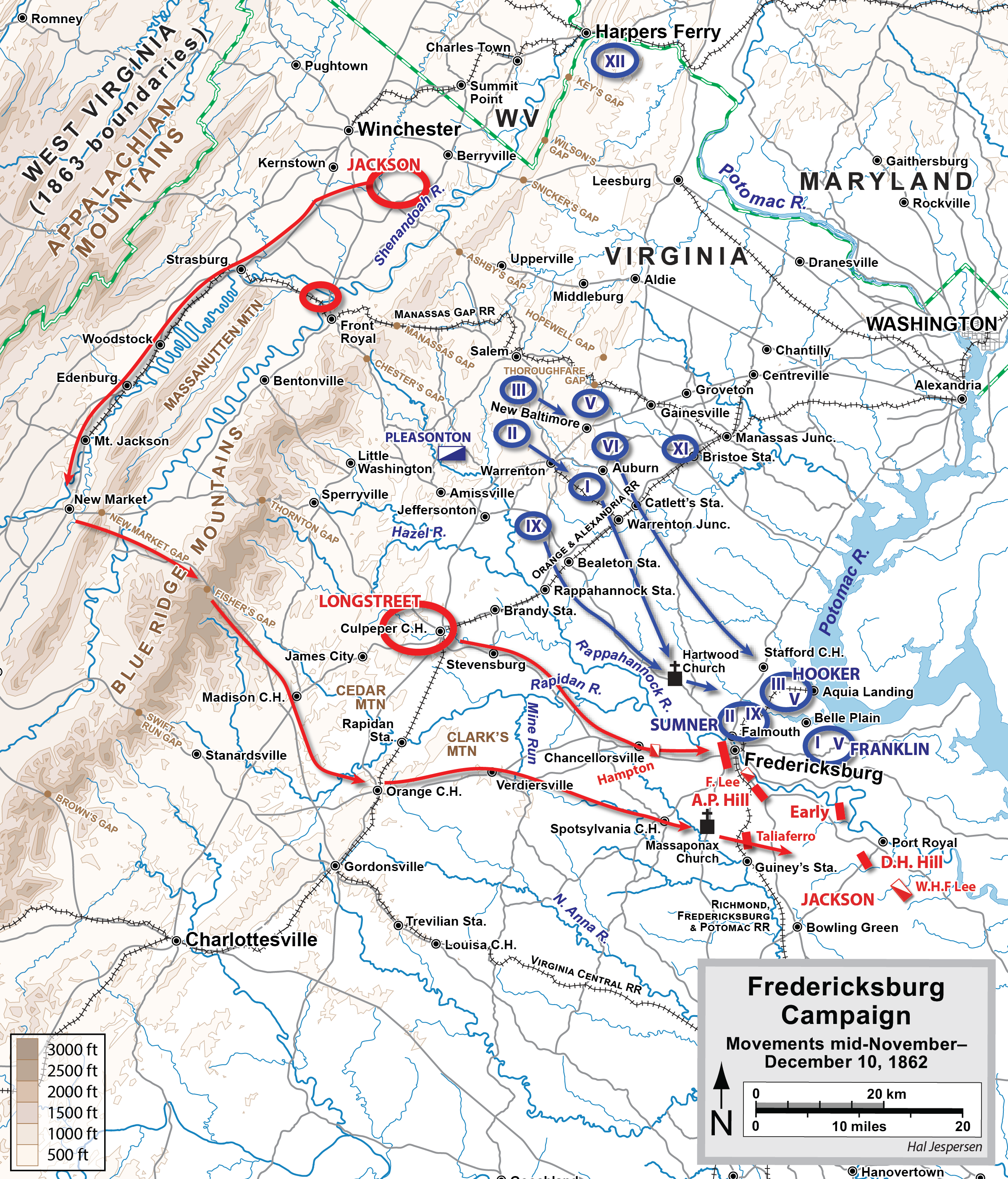
Mișcările inițiale din campania Fredericksburg
Confederații
Unioniștii

Armata Uniunii a început marșul la 15 noiembrie, și primele elemente ale ei au sosit la Falmouth la 17 noiembrie. Planul lui Burnside a început să meargă prost foarte repede—ordonase să se trimită poduri mobile pe front și să se asambleze pentru trecerea rapidă peste Rappahannock, dar din cauza întârzierilor administrative, podurile nu au ajuns înaintea armatei. Întrucât gen.-mr. Edwin V. Sumner a sosit, a sugerat cu fermitate o traversare rapidă a râului pentru a împrăștia forța confederată de 500 de oameni din oraș, și pentru a ocupa înălțimile de la vest de el. Burnside s-a îngrijorat că ploile de toamnă vor face vadurile inutilizabile și că Sumner s-ar putea vedea separat de restul trupelor și corpul său distrus. A renunțat la inițiativă, ordonându-i lui Sumner să-l aștepte la Falmouth.
Lee a anticipat la început că Burnside va trece Rappahannockul înainte ca el să-l poată opri și că, pentru a proteja Richmondul, va trebui să ocupe următoarea poziție apărabilă la sud de râu, pe râul North Anna. Când a văzut, însă, cât de încet se deplasează Burnside (și președintele confederat Jefferson Davis și-a exprimat rezervele în ce privește planificarea pentru o bătălie atât de aproape de Richmond), și-a îndrumat restul armatei către Fredericksburg. Până la 23 noiembrie, tot corpul lui Longstreet sosise și Lee l-a plasat pe creasta denumită Înălțimile lui Marye de la vest de oraș, cu divizia lui Anderson în extrema stângă, cea a lui McLaws exact în spatele orașului, iar cele ale lui Pickett și Hood la dreapta. El a trimis după Jackson la 26 noiembrie, dar comandantul celui de al Doilea Corp anticipase necesitatea și începuse deja un marș forțat de la Winchester la 22 noiembrie, acoperind până la 30 km pe zi. Jackson a sosit la cartierul general al lui Lee la 29 noiembrie și diviziile sale au fost desfășurate pentru a împiedica trecerea lui Burnside în aval de Fredericksburg: divizia lui D.H. Hill s-a deplasat la Port Royal, la 29 km în aval; a lui Early la 19 km în aval la Skinker's Neck; a lui A.P. Hill la casa lui Thomas Yerby, „Belvoir”, la circa 9 km sud-est de oraș; iar a lui Taliaferro de-a lungul căii ferate Richmond–Fredericksburg–Potomac, la 7 km sud la gara Guinea.
Vasele și echipamentul pentru un singur pod mobil au sosit la Falmouth la  25 noiembrie, mult prea târziu pentru a permite Armatei Potomacului să traverseze fără opoziție. Burnside încă mai avea, însă, ocazia s-o facă, deoarece atunci avea în față doar jumătate din armata lui Lee, încă necantonată, și, dacă ar fi acționat rapid, ar fi putut să-l atace pe Longstreet și să-l învingă înainte de a sosi Jackson. Încă odată, el a irosit această ocazie. Toate podurile au sosit la sfârșitul lunii, dar până atunci Jackson era prezent și Longstreet pregătea întărituri puternice.
Burnside plănuise inițial să treacă cu armata sa la est de Fredericksburg la Skinker's Neck, dar acolo s-a tras asupra vaselor înarmate federale și observatorii din balon au reperat acolo diviziile lui Early și D.H. Hill. Presupunând că Lee îi anticipase planul, Burnside a intuit că sudiștii își slăbiseră stânga și centrul pentru a se concentra împotriva sa pe dreapta. De aceea, a hotărât să treacă râul chiar pe la Fredericksburg. La 9 decembrie, el i-a scris lui Halleck: „cred acum că dușmanul va fi mai surprins de o trecere efectuată chiar în fața noastră decât în orice altă parte a râului. ... Sunt convins că inamicul și-a concentrat o mare forță la Port Royal, stânga rămânând la Fredericksburg, pe care sper să-l cucerim.” Pe lângă avantajul numeric în termeni de forță a trupelor, Burnside beneficia și de avantajul de a ști că armata sa nu poate fi atacată cu eficiență. De cealaltă parte a Rappahannockului, 220 de piese de artilerie fuseseră amplasate pe creasta denumită Înălțimile Stafford pentru a împiedica armata lui Lee să întreprindă vreun contraatac major.

## Bătălia

### Trecerea Rappahannockului, 11–12 decembrie
Geniștii Uniunii au început să asambleze șase poduri mobile înaintea zorilor zilei de 11 decembrie, două la nord de centrul orașului, un al treilea la extremitatea sudică a acestuia și încă trei mai la sud, lângă confluența Rappahannockului cu Deep Run. Inginerii care construiau podul aflat direct în dreptul orașului au intrat sub tirul trăgătorilor de elită confederați, în principal al celor din brigada Mississippi condusă de gen. brig. William Barksdale, care comanda apărarea orașului. Artileria unionistă a încercat să-i disloce, dar pozițiile lor din pivnițele caselor au făcut ca focul celor 150 de tunuri să nu-și atingă obiectivul. În cele din urma, comandantul de artilerie al lui Burnside, gen. brig. Henry J. Hunt, l-a convins pe acesta să trimită grupuri de infanteriști în bărcile podului mobil pentru a-și asigura un mic cap de pod și să îndepărteze trăgătorii de elită. Col. Norman J. Hall a oferit serviciile brigăzii sale. Burnside a început să ezite, plângându-se lui Hall în fața soldaților săi că „acest efort înseamnă moartea majorității celor care vor întreprinde o asemenea acțiune”. Când oamenii săi au răspuns cu trei strigăte de entuziasm cererii lui Hall, Burnside a acceptat. La ora 3 p.m., artileria Uniunii a început un bombardament pregătitor și 135 de infanteriști din regimentele 7 Michigan și 19 Massachusetts s-au înghesuit în bărcile mici. Ei au reușit să treacă râul și s-au împrăștiat rapid în linii de luptă pentru a-i îndepărta pe trăgători. Deși unii dintre confederați s-au predat, luptele probabil au înaintat de la stradă la stradă prin oraș în timp ce geniștii terminau de montat podurile. Marea Divizie Dreapta a lui Sumner a început să treacă la ora 4:30 p.m., dar grosul acestei forțe a trecut abia în ziua de 12 decembrie. Marea Divizie Centru a lui Hooker a trecut la 13 decembrie, trecând și pe podurile nordice, și pe cele sudice.
Eliberarea clădirilor orașului de către infanteria lui Sumner și de către focul de artilerie de peste râu a demarat prima mare luptă urbană a războiului. Tunarii unioniști au trimis peste 5.000 de proiectile către oraș și către crestele de la vest de el. Până seara, patru brigăzi unioniste ocupaseră orașul, pe care l-au prădat cu o furie nemaivăzută până atunci în război. Acest comportament l-a înfuriat pe Lee, care i-a comparat cu vandalii antici. Distrugerea i-a înfuriat și pe soldații confederați, dintre care mulți erau din Virginia. Mulți dintre unioniști au fost și ei șocați de distrugerile la care a fost supus Fredericksburgul. Victimele în rândul civililor au fost neobișnuit de puține în contextul unor asemenea violențe; George Rable estimează că nu au murit mai mult de patru civili.
Traversările râului la sud de oraș de către Marea Divizie Stânga a lui Franklin au fost mai lipsite de evenimente. Ambele poduri au fost terminate la orele 11 a.m. în ziua de 11 decembrie în vreme ce cinci baterii de artilerie unioniste au suprimat mare parte din focul trăgătorilor de elită asupra geniștilor. Franklin a primit la orele 4 p.m. ordinul de a traversa cu toate forțele, dar înainte de căderea întunericului, o singură brigadă a fost trimisă peste râu. Traversările s-au reluat în zori și s-au terminat la orele 1 p.m. în ziua de 12 decembrie. În dimineața lui 13 decembrie, Jackson și-a rechemat diviziile conduse de Jubal Early și D.H. Hill din aval pentru a se alătura liniilor defensive principale de la sud de oraș.
Instrucțiunile verbale ale lui Burnside din 12 decembrie au conturat un atac principal al lui Franklin, susținut de Hooker, pe flancul sudic, în vreme ce Sumner urma să efectueze un atac secundar în nord. Ordinele sale reale din 13 decembrie către subordonați erau vagi și derutante. La 5 p.m. în ziua de 12 decembrie, el a efectuat o inspecție fugitivă a flancului de sud, unde Franklin și subordonații săi l-au presat să dea ordine clare pentru un atac dimineața cu marea divizie, astfel încât să aibă timp să-și poziționeze forțele peste noapte. Burnside, însă, a refuzat și ordinele nu au ajuns la Franklin decât la orele 7:15 sau 7:45 a.m. Când au sosit, nu erau cele așteptate de Franklin. În loc să ordone un atac cu întreaga mare divizie de aproape 60.000 de oameni, Franklin urma să-și țină soldații pe poziții, dar să trimită „cel puțin o divizie” să ocupe punctele înalte (Prospect Hill) de lângă Hamilton's Crossing, Sumner urma să trimită o divizie prin oraș și în sus pe Telegraph Road, și ambele flancuri trebuiau să fie pregătite să-și angajeze tot efectivul. Burnside se aștepta, se pare, ca aceste atacuri slabe să-l intimideze pe Lee, și să-l determine să se retragă. Franklin, care inițial susținuse un asalt viguros, a ales să interpreteze ordinul lui Burnside foarte precaut. Gen. brig. James A. Hardie, care a adus ordinul, nu s-a asigurat că Franklin a înțeles intențiile lui Burnside, și inexactitățile hărților în ce privește rețeaua de drumuri au făcut ca aceste intenții să nu fie clare. Mai mult, alegerea lui Burnside a verbului „a lua” ("to seize") era mai puțin fermă în terminologia militară a secolului al XIX-lea față de un ordin de „a cuceri” ("to carry") înălțimile.

### La sud de oraș, 13 decembrie

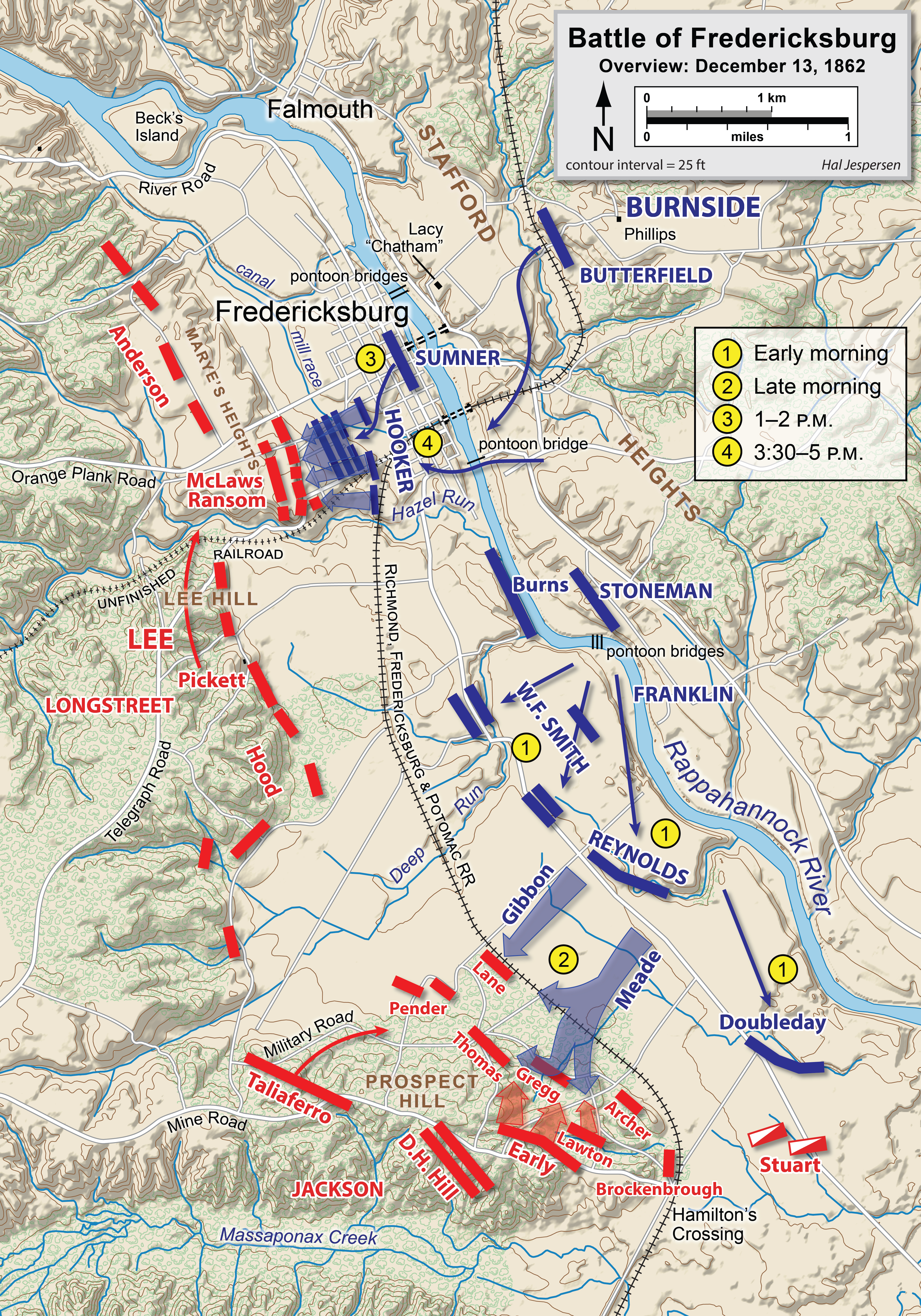
Vedere de ansamblu asupra bătăliei, 13 decembrie 1862

Franklin a ordonat comandantului Corpului I, gen.-mr. John F. Reynolds, să aleagă o divizie pentru atac. Reynolds a ales cea mai mică divizie a sa, de circa 4.500 de oameni, comandată de gen.-mr. George G. Meade, și a cerut diviziei gen. brig. John Gibbon să susțină atacul lui Meade. Divizia sa de rezervă, condusă de gen.-mr. Abner Doubleday, urma să fie orientată spre sud și să protejeze flancul stâng dintre drumul Richmond și râu. Divizia lui Meade a început mișcările pe la 8:30 a.m. pe o ceață deasă, care a început să se ridice abia la 10 a.m., cu divizia lui Gibbon în spatele flancului său drept. Ei au înaintat inițial paralel cu râul, apoi au virat spre dreapta pentru a fi cu fața la drumul Richmond, unde au început să fie atacați de focul de anfiladă al Virginia Horse Artillery în frunte cu maiorul John Pelham. Pelham a început cu două tunuri—un Napoleon neghintuit cu proiectile de 6 kg și un Blakely—ghintuit, dar a continuat doar cu unul după ce al doilea a fost avariat de artileria inamică. "Jeb" Stuart a trimis vorbă lui Pelham că ar trebui să se simtă liber să se retragă din poziția sa periculoasă în acel moment, la care Pelham a răspuns: „spune-i generalului că pot să rămân pe poziție.” Iron Brigade (Brigada de Fier, fosta brigadă a lui Gibbon, condusă acum de gen. brig. Solomon Meredith) a fost trimisă să oprească artileria confederată. Această acțiune a fost efectuată în principal de Regimentul 24 Infanterie Michigan, un regiment nou înființat care se alăturase brigăzii în octombrie. După o oră, Pelham a început să rămână fără muniție și s-a retras. Generalul Lee a observat acțiunea și a comentat despre Pelham, de 24 de ani: „e glorios să vezi așa curaj la cineva așa de tânăr.” Cea mai cunoscută victimă a tirului lui Pelham a fost gen. brig. George D. Bayard, general de cavalerie rănit mortal de un proiectil în timp ce stătea ca rezervă lângă cartierul general al lui Franklin. Principalele baterii de artilerie ale lui Jackson au rămas nefolosite în ceața din timpul acestui schimb de focuri, dar unioniștii au început să primească foc direct dinspre Prospect Hill, în principal din partea celor cinci baterii comandate de lt. col. Reuben Lindsay Walker, iar atacul lui Meade a fost oprit la circa 550 m de obiectivul său inițial timp de aproape două ore de aceste atacuri de artilerie combinate.
Focul de artilerie al unioniștilor a fost ridicat în timp ce oamenii lui Meade au înaintat pe la ora 1 p.m., în timp ce forța lui Jackson de circa 35.000 de oameni a rămas ascunsă pe creasta împădurită din fața lui Meade. Formidabila sa linie defensivă avea un defect neprevăzut. În linia diviziei lui A.P. Hill, un pâlc triunghiular de copaci ce se întindea dincolo de calea ferată era mlăștinos și acoperit cu tufărișuri dese, iar confederații lăsaseră un spațiu de 550 m acolo între brigăzile generalilor James H. Lane și James J. Archer. Brigada generalului Maxcy Gregg se afla la circa  400 m în spatele acestui spațiu. Brigada 1 a lui Meade (col. William Sinclair) a pătruns în acel spațiu, a urcat pe terasamentul căii ferate, și a virat la dreapta în tufărișuri, lovind brigada lui Lane în flanc. Imediat în spate, Brigade 3 (gen. brig. Feger Jackson) a virat spre stânga și a lovit flancul lui Archer. Brigada 2 (col. Albert L. Magilton) a venit să-i susțină și s-a amestecat printre brigăzile din frunte. Pe măsură ce spațiul se lărgea datorită presiunii de pe flancuri, mii de oameni ai lui Meade au ajuns pe creastă și s-au întâlnit cu brigada lui Gregg. Mulți dintre acești confederați își depozitaseră armele în timp ce se ascundeau te artileria unionistă și nu se așteptau să fie atacați, astfel că au fost uciși sau capturați neînarmați. Gregg a confundat la început soldații unioniști cu confederați care fugeau și a ordonat soldaților săi să nu tragă în ei. Gregg era parțial surd și, deși era călare în fața liniilor sale, nu i-a auzit pe federalii care soseau și nici gloanțele care zburau în jurul lui. A fost împușcat în coloana vertebrală și a murit după două zile.
Rezervele confederate—diviziile generalilor de brigadă Jubal A. Early și William B. Taliaferro—au intrat în luptă din spatele poziției inițiale a lui Gregg. Inspirați de atacurile acestora, cei din regimentele din cadrul brigăzilor lui Lane și Archer s-au regrupat și au format o nouă linie defensivă în spațiul liber. Acum, asupra oamenilor lui Meade se trăgea din trei părți și aceștia nu au rezistat presiunii. Feger Jackson a încercat să flancheze o baterie confederată, dar după ce calul său a fost împușcat și a început să conducă trupele pe jos, a fost și el împușcat în cap de o salvă și brigada sa s-a retras, fără conducător (col. Joseph W. Fisher l-a înlocuit mai târziu pe Jackson la comandă).
La dreapta lui Meade, divizia lui Gibbon se pregătea să înainteze la orele 1 p.m. Gen. brig. Nelson Taylor i-a propus lui Gibbon să suplimenteze asaltul lui Meade cu o șarjă la baionetă împotriva poziției lui Lane. Gibbon a spus, însă, că așa ceva ar încălca ordinele primite de el, și deci brigada lui Taylor a înaintat abia la 1:30 p.m. Atacul nu a putut profita de un spațiu liber, și soldații unioniști nu aveau niciun pâlc de copaci care să le acopere înaintarea, astfel că progresul a fost unul lent sub tirul greu al brigăzii lui Lane și al artileriei confederate. Imediat după Taylor era brigada col. Peter Lyle, și înaintarea celor două brigăzi s-a împotmolit înainte să ajungă la calea ferată. Angajându-și rezerva la 1:45 p.m., Gibbon a trimis brigada col. Adrian R. Root, care a trecut prin supraviețuitorii primelor două brigăzi, dar și aceasta a fost oprită. În cele din urmă, unii federali au ajuns pe creastă și au avut parțial succes în luptele corp-la-corp—soldații de ambele părți își epuizaseră muniția și au recurs la baionete și la paturile armelor, și chiar au folosit puști descărcate echipate cu baionete pe post de sulițe—dar au fost obligați să se retragă înapoi peste terasamentul căii ferate împreună cu oamenii lui Meade din stânga lor. Atacul lui Gibbon, în pofida numărului mare de victime, nu a reușit să susțină temporara pătrundere a lui Meade.
Doamne, generale Reynolds, ei chiar credeau că divizia mea poate să pună pe fugă toată armata lui Lee? 
După bătălie, Meade s-a plâns că unii din ofițerii lui Gibbon nu au șarjat suficient de repede. Principala sa nemulțumire era însă generalul de brigadă David B. Birney, a cărui divizie din Corpul III fusese desemnată și ea să susțină atacul. Birney a susținut că oamenii săi fuseseră supuși unui tir greu de artilerie în timp ce se grupau, că nu a înțeles importanța atacului lui Meade, și că Reynolds nu ordonase diviziei sale să înainteze. Abia când Meade a galopat în spate să-l certe pe Birney că, după cum își amintește un locotenent din statul major, „aproape face pietrele să se târască”, a reușit în cele din urmă să-i ordone comandantului de brigadă să înainteze, asumându-și el însuși responsabilitatea, dar a păstrat ranchiună săptămâni în șir. În acest moment, era, însă, prea târziu pentru a mai realiza ceva cu vreo acțiune ofensivă.
Divizia lui Early a început un contraatac, condus inițial de brigada Georgia condusă de col. Edmund N. Atkinson, care i-a inspirat pe oamenii din brigăzile col. Robert Hoke, a gen. brig. James J. Archer, și a col. John M. Brockenbrough să șarjeze înainte din șanțurile din preajma căii ferate, împingându-i pe oamenii lui Meade în afara pădurii într-o retragere dezordonată, urmați îndeaproape de cei ai lui Gibbon. Ordinele lui Early către brigăzile sale erau de a continua urmărirea până la calea ferată, dar în haos, mulți au păstrat presiunea peste câmpul deschis până la fostul drum Richmond, unde deveniseră ținte prea ușoare pentru tirul artileriei unioniste. Confederații au fost loviți și de brigada principală a înaintării întârziate a lui Birney, comandată de gen. brig. J. H. Hobart Ward. Birney a venit din urmă cu brigăzile generalilor Hiram G. Berry și John C. Robinson, care au oprit înaintarea rebelilor ce amenința să-i împingă pe unioniști în râu. Orice altă înaintare confederată a fost descurajată de sosirea diviziei din Corpul III condusă de gen. brig. Daniel E. Sickles în dreapta. Generalul Burnside, care în acest moment era concentrat pe atacurile de la Înălțimile lui Marye, era furios că atacul din flancul său stâng nu obținuse succesul pe care-l spera mai devreme. El i-a ordonat lui Franklin să „înainteze pe dreapta și în centru”, dar, în ciuda repetatelor rugăminți, Franklin a refuzat, susținând că toate forțele sale sunt angajate în luptă. Aceasta nu era, însă, adevărat, căci întregul Corp VI împreună cu divizia generalului Abner Doubleday din Corpul I nu făcuseră încă nimic, pierzând doar câțiva oameni din cauza tirului de artilerie în timp ce stăteau în rezervă.
Bine că războiul este atât de groaznic, altfel ne-ar plăcea prea mult. 
Confederații s-au retras în siguranța oferită de dealurile de la sud de oraș. Stonewall Jackson a luat în calcul reluarea unui contraatac, dar artileria federală și întunericul care se lăsa l-au făcut să se răzgândească. O pătrundere unionistă a fost irosită deoarece Franklin nu a întărit succesul lui Meade cu unii din cei 20.000 de oameni care rămâneau în rezervă. Nici Franklin și nici Reynolds nu s-au implicat personal în bătălie, și nu au fost disponibili subordonaților lor la momentul critic. Pierderile lui Franklin au fost de 5.000 de oameni față de 3.400 ai lui Stonewall Jackson, ceea ce demonstrează ferocitatea luptei. Ciocnirile mai mici și tirul de artilerie au continuat până la căderea întunericului, dar nu au mai avut loc atacuri majore, în timp ce centrul bătăliei s-a mutat spre nord la Înălțimile lui Marye.

### Înălțimile lui Marye, 13 decembrie

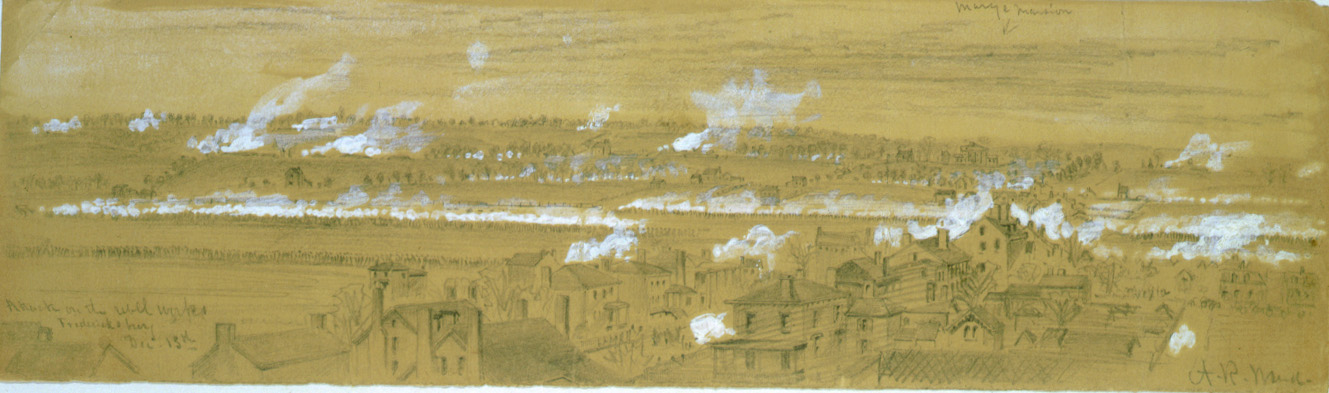
Atacul rebelilor reuşeşte, schiţă din 1862 de Alfred Waud

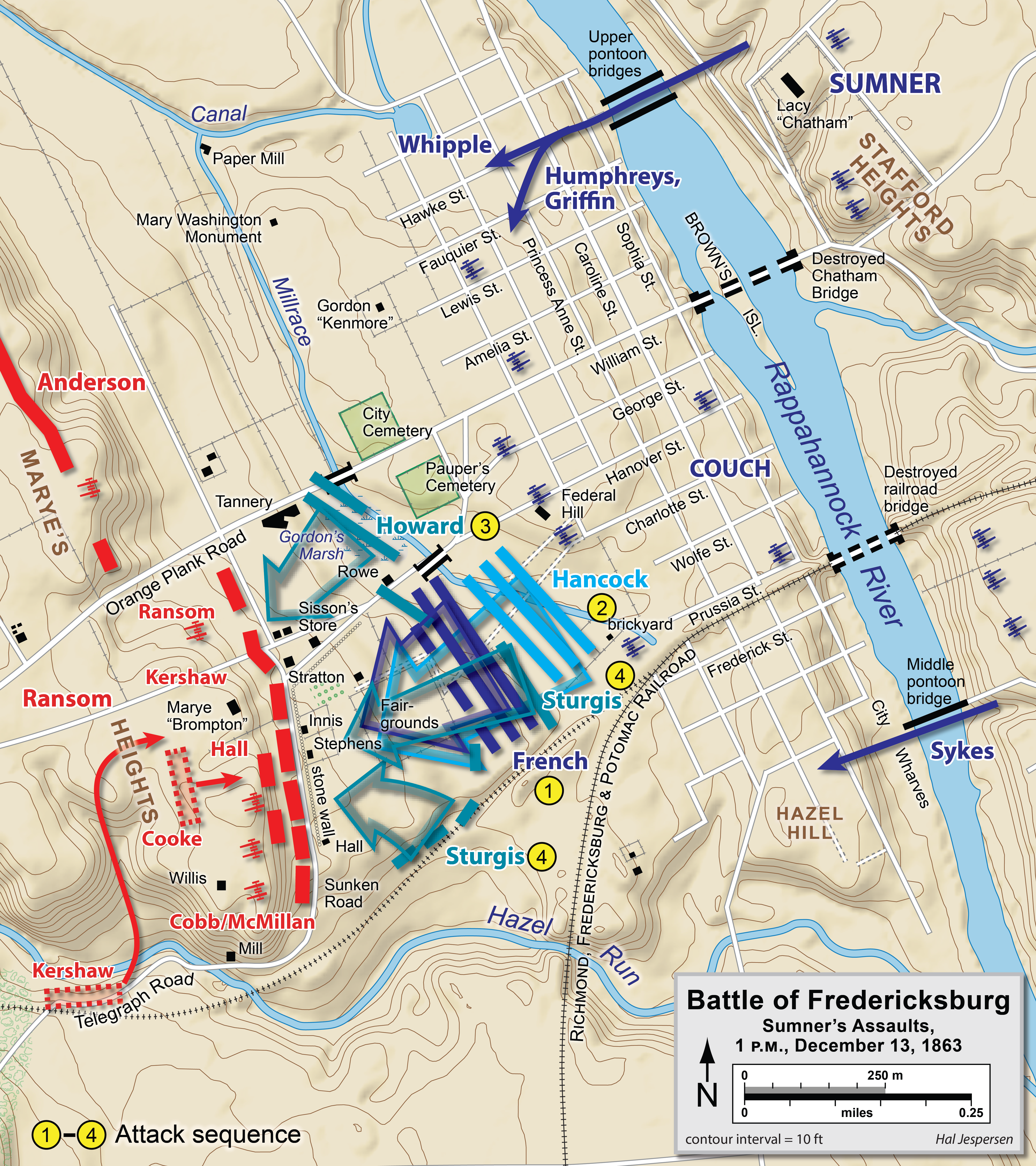
Asaltul lui Sumner, 1:00 p.m., 13 decembrie 1862. Şirul de atacuri unioniste a fost: French (Corpul II), Hancock (II), Howard (II) şi Sturgis (IX).

La capătul nordic al câmpului de luptă, divizia condusă gen. brig. William H. French, din cadrul Corpului II s-a pregătit de înaintare, supusă tirului artileriei confederate îndreptată în jos, spre Fredericksburgul acoperit de ceață. Ordinele generalului Burnside către gen.-mr. Edwin V. Sumner, comandantul Marii Divizii Dreapta, era de a trimite „o divizie sau mai multe” să ocupe zonele înalte de la vest de oraș, presupunând că asaltul său de la capătul sudic al liniei confederate va fi acțiunea decisivă a bătăliei. Zona era una dificilă—predominant câmp deschis, dar întrerupt de case împrăștiate, garduri și grădini care restricționau mișcarea liniilor de bătălie. Un canal se afla la circa 200 de metri vest de oraș, traversat de trei poduri înguste, care impuneau trupelor unioniste să se dispună în coloane înainte de a trece. Circa 550 m vest de Fredericksburg se afla creasta joasă denumită Înălțimile lui Marye (Marye's Heights), la circa 12–15 m peste câmpie. (Deși denumită popular Înălțimile lui Marye, creasta era formată din mai multe dealuri despărțite de ravene, de la nord la sud: Dealul lui Taylor, Dealul Stansbury, Dealul lui Marye și Dealul Willis.) Lângă vârful porțiunii din creastă ce forma dealurile lui Marye și Willis, o cărare îngustă ușor piezișă—Drumul Telegraph, denumit după bătălie Drumul Scufundat (Sunken Road)—era protejat de un zid de piatră de 1 m, întărit în unele locuri cu bușteni și abatis, o foarte bună poziție defensivă pentru infanterie. Generalul confederat Lafayette McLaws avea la început 2.000 de oameni în linia întâi de pe Înălțimile lui Marye și mai erau 7.000 de oameni în rezervă pe creastă și în spatele ei. Artileria masată acolo acoperea aproape neîntrerupt câmpia de sub ea. Generalul Longstreet fusese asigurat de comandantul artileriei sale, lt. col. Edward Porter Alexander: „domnule general, acoperim pământul acum atât de bine că o să-l pieptănăm ca cu un pieptene des. Nici o găină n-ar scăpa de pe câmpul ăsta când tragem spre el.”
Ceața s-a ridicat de pe oraș pe la 10 a.m. iar Sumner a dat ordinul de înaintare o oră mai târziu. Brigada lui French în frunte cu gen. brig. Nathan Kimball a început să se deplaseze pe la prânz. Ei au înaintat încet prin tirul greu de artilerie, au trecut canalul în coloane peste podurile înguste și s-au așezat în linie, cu baionetele fixe, în spatele protecției unei mici văi. În linie perfectă, ei au înaintat până la panta noroioasă până când au fost opriți la 100 m de zidul de piatră cu salve repetate de carabină. Unii soldați au reușit să se apropie la 40 m, dar au suferit pierderi grele și din partea artileriei și din partea infanteriei inamice, iar supraviețuitorii s-au culcat la pământ. Kimball a fost grav rănit în asalt, iar brigada sa a pierdut 25% din oameni. Brigăzile lui French conduse de col. John W. Andrews și col. Oliver H. Palmer l-au urmat, pierzând și ele jumătate din efectiv.

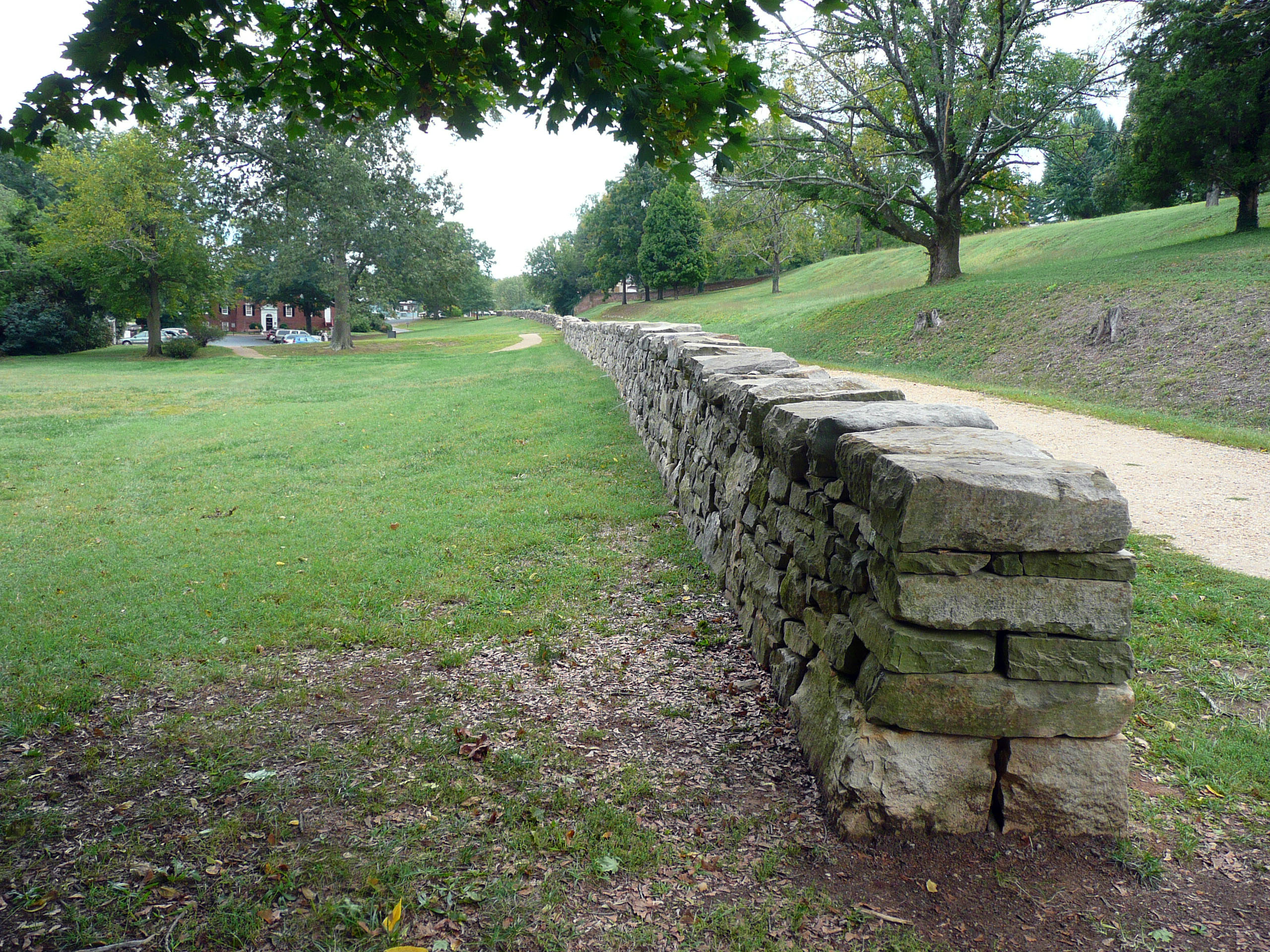
Drumul Scufundat de la Înălţimile lui Marye în 2010. Aproximativ 3.000 de infanterişti confederaţi erau aliniaţi pe mai multe rânduri după zidul de piatră pe circa 600 m, şi alţi 3.000 se aflau în vârful dealului din spatele ei, împreună cu artileria.

Ordinul inițial al lui Sumner cerea ca divizia gen. brig. Winfield S. Hancock să-l susțină pe French, iar Hancock a trimis înainte brigada condusă de col. Samuel K. Zook în urma celei a lui Palmer. Acestea au avut aceeași soartă. A urmat Brigada Irlandeză a generalului Thomas F. Meagher. Ca o coincidență, ei au atacat zona apărată de conaționalii lor irlandezi din Regimentul 24 Infanterie Georgia al colonelului Robert McMillan. Un confederat care a observat drapelele verzi ale regimentului apropiindu-se, a exclamat: „O Doamne, ce păcat! Vin flăcăii lui Meagher.” Dar McMillan a ordonat soldaților: „Dați-le acum, flăcăi! Acum e vremea! Dați-le!” Ultima brigadă a lui Hancock a fost condusă de gen. brig. John C. Caldwell. În fruntea celor două regimente de pe stânga, col. Nelson A. Miles i-a sugerat lui Caldwell că practica marșului în formație, întrerupt de focuri de armă și reîncărcări, făcea din soldații unioniști ținte ușoare, și că o șarjă concertată la baionetă ar putea fi mai eficientă. Caldwell nu și-a dat acordul. Miles a fost lovit de un glonț în gât în timp ce-și conducea oamenii la 40 m de zid, unde au fost opriți ca și predecesorii lor. Caldwell însuși a fost lovit la scurt timp de două gloanțe și scos din luptă.
Comandantul Corpului II, gen.-mr. Darius N. Couch, era îngrozit de măcelul la care fuseseră supuse cele două divizii ale sale în doar o oră de lupte și, ca și col. Miles, a realizat că tactica nu funcționează. La început, s-a gândit la un atac masiv la baionetă pentru a-i copleși pe apărători, dar a studiat frontul, și și-a dat seama că diviziile lui French și Hancock nu mai puteau să înainteze. Apoi, a plănuit ca ultima sa divizie, comandată de gen.-mr. Oliver O. Howard, să penduleze spre dreapta și să încerce să încercuiască stânga confederată, dar după ce a primit cereri urgente de ajutor de la French și Hancock, i-a trimis pe oamenii lui Howard în jurul celor căzuți. Brigada col. Joshua Owen a intrat prima, întărită de brigada col. Norman J. Hall, și apoi două regimente din brigada generalului Alfred Sully. Celelalte corpuri din marea divizie a lui Sumner erau Corpul IX, și a trimis una din diviziile acestuia condusă de gen. brig. Samuel Sturgis. După două ore de lupte disperate, patru divizii unioniste eșuaseră în misiunea pe care Burnside o dăduse la început uneia singure. Pierderile erau grele: Corpul II a pierdut în acea după-amiază 4.114 oameni, iar divizia lui Sturgis, 1.011.
În vreme ce armata unionistă a luat o pauză, Longstreet și-a întărit linia ca să aibă patru rânduri de infanteriști în spatele zidului de piatră. Gen. brig. Thomas R. R. Cobb din Georgia, care comandase sectorul-cheie al liniei, a fost rănit mortal de un glonț al unui trăgător de elită și a fost înlocuit cu gen. brig. Joseph B. Kershaw. Generalul Lee și-a exprimat față de Longstreet îngrijorarea că masarea de trupe îi va rupe linia, dar Longstreet și-a asigurat comandantul: „Generale, dacă pui toți oamenii de pe malul celălalt al Potomacului pe câmpul ăsta de luptă să vină la mine pe aceeași linie, și-mi dai destulă muniție, o să-i omor pe toți înainte să ajungă la linia mea.”

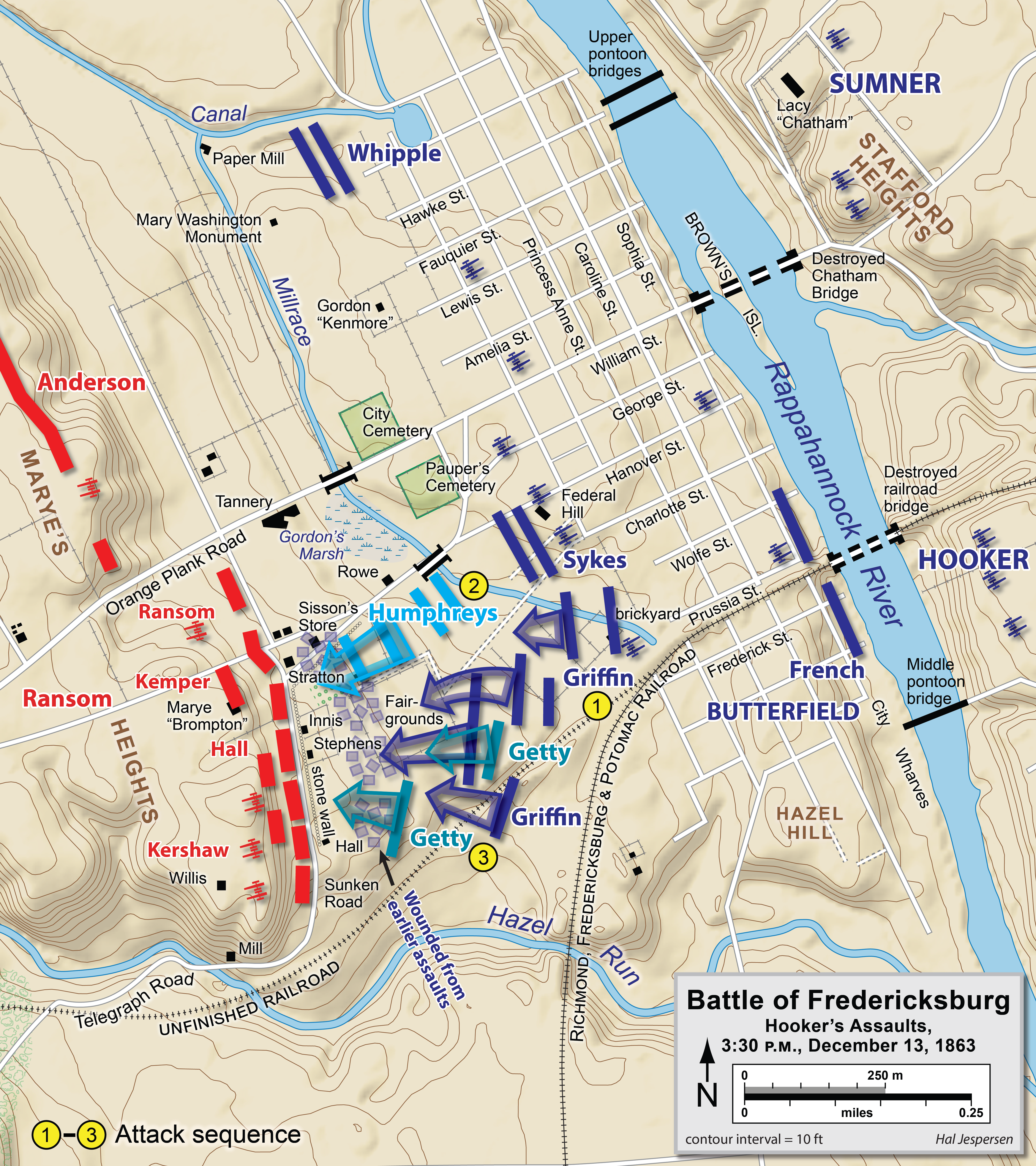
Asaltul lui Hooker, 3:30 p.m., 13 decembrie 1862. Şirul de atacuri ale diviziilor unioniste a fost: Griffin (Corpul V), Humphreys (V), şi Getty (IX).

Pe la jumătatea după-amiezii, Burnside deja eșuase pe ambele flancuri. În loc să-și reconsidere abordarea în fața marilor pierderi suferite, s-a încăpățânat să continue pe aceeași cale. A trimis lui Franklin ordinul de a-și relua asaltul pe stânga (ordin pe care, după cum s-a arătat mai sus, comandantul Marii Divizii Stânga l-a ignorat) și a ordonat Marii Divizii Centru, comandată de gen.-mr. Joseph Hooker, să treacă Rappahannockul, să intre în Fredericksburg și să continue atacul spre Înălțimile lui Marye. Hooker a efectuat personal o recunoaștere (ceva ce nu făcuseră nici Burnside, nici Sumner, ambii rămânând la est de râu pe durata asalturilor nereușite) și a revenit la cartierul general al lui Burnside să-l sfătuiască să renunțe la atac.
Gen. brig. Daniel Butterfield, aflat în fruntea Corpului V al lui Hooker, așteptându-l pe Hooker să revină de la ședința cu Burnside, a trimis divizia condusă de gen. brig. Charles Griffin să-i acopere pe oamenii lui Sturgis. În acest moment, divizia confederată a gen.-mr. George Pickett și una din brigăzile gen.-mr. John Bell Hood înaintase spre nord să întărească Înălțimile lui Marye. Griffin a aruncat cele trei brigăzi ale sale către solida poziție confederată, una câte una. Îngrijorat și el de soarta lui Sturgis, Couch a trimis cele șase tunuri ale bateriei B a căpitanului John G. Hazard Regimentul 1 Artilerie Ușoară Rhode Island, la 140 m de liniile confederate. Ei au fost loviți puternic de trăgătorii de elită și de artileria confederată și nu au putut da niciun ajutor eficient lui Sturgis.

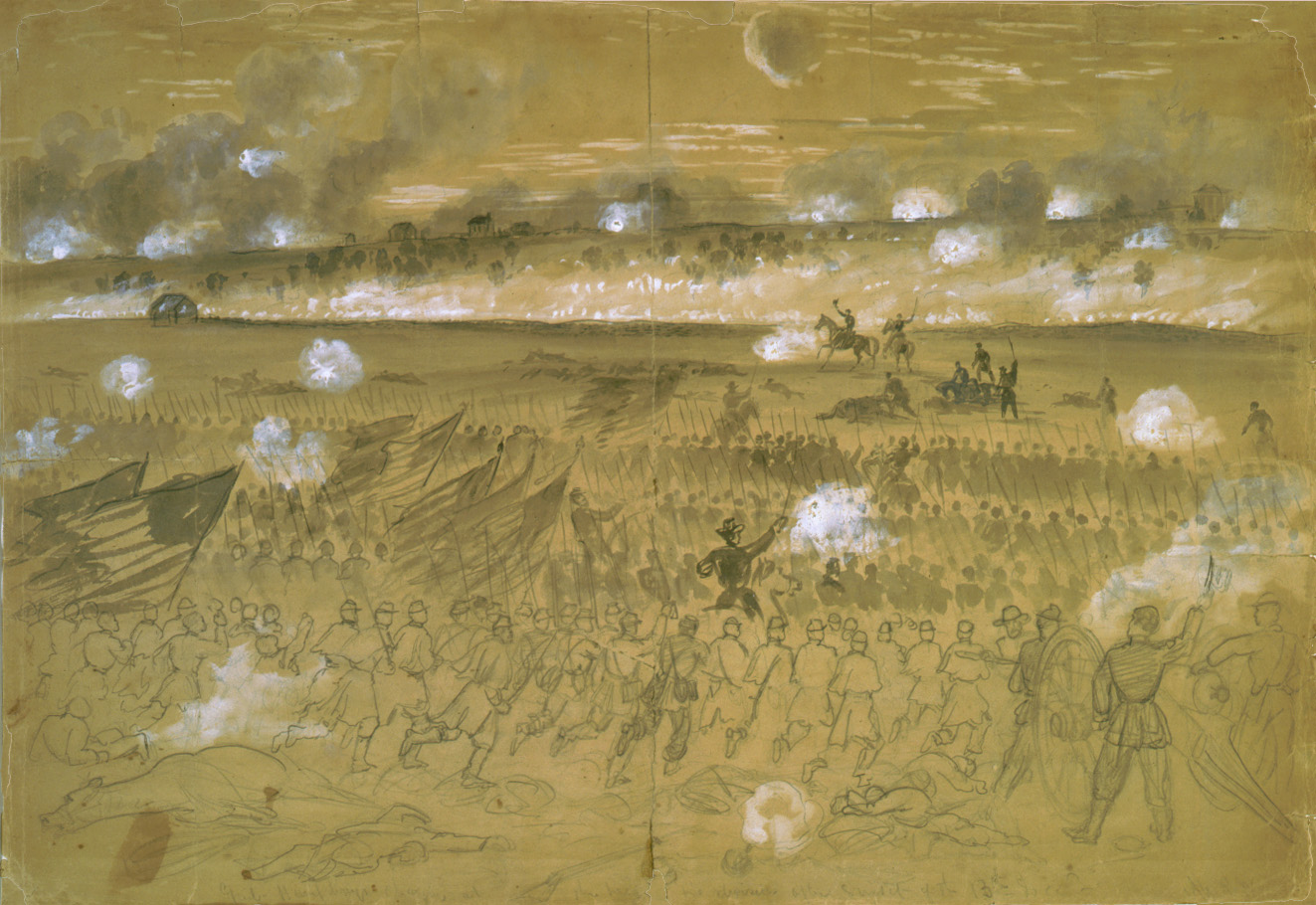
Gen. Humphreys şarjând în fruntea diviziei sale după apusul din ziua de 13 decembrie, schiţă din 1862 de Alfred Waud

Un soldat din divizia lui Hancock a raportat mișcări în linia confederată, care a lăsat pe unii să creadă că dușmanul se retrage. În ciuda faptului că acest lucru era puțin probabil, divizia gen. brig. Andrew A. Humphreys din Corpul V a primit ordin să atace și să profite de situație. Humphreys a condus prima brigadă călare, oamenii săi trecând peste și pe lângă soldații căzuți cu baionetele fixate și cu puștile neîncărcate; unii dintre cei căzuți i-au apucat de pantaloni pe cei care treceau, rugându-i să nu înainteze, ceea ce a făcut înaintarea să devină dezorganizată. Șarja a ajuns la 45 m și a fost doborâtă de focuri de armă concentrate. Gen. brig. George Sykes a primit ordin să înainteze cu divizia sa regulată din Corpul V să acopere retragerea lui Humphreys, dar oamenii săi au fost prinși în foc încrucișat și opriți.
La 4 p.m., Hooker revenise de la întâlnirea cu Burnside, pe care nu a reușit să-l convingă să abandoneze atacurile. În timp ce Humphreys încă mai ataca, Hooker a ordonat diviziei generalului George W. Getty din Corpul IX, să atace și ei, dar de această dată în cea mai din stânga porțiune a Înălțimilor lui Marye, dealul Willis. Brigada col. Rush Hawkins, urmată de cea a col. Edward Harland, a înaintat pe o cale ferată neterminată aflată chiar la nord de Hazel Run, apropiindu-se de linia confederată fără a fi văzut în întunericul ce se lăsa, dar și aceștia au fost în cele din urmă reperați și respinși.
Șapte divizii unioniste fuseseră trimise, în general brigadă cu brigadă, într-un total de paisprezece șarje individuale, toate eșuate, cu pierderi între 6.000 și 8.000 de oameni. Pierderile confederate la Înălțimile lui Marye au totalizat circa 1.200 de oameni. Căderea întunericului și insistențele subordonaților lui Burnside au fost suficiente pentru a pune capăt atacului. Longstreet a scris mai târziu: „șarjele au fost disperate și sângeroase, dar total fără speranțe.” Mii de soldați unioniști au petrecut noaptea rece de decembrie pe câmpurile ce duceau spre înălțimi, incapabili să se miște sau să-i ajute pe răniți din cauza tirului confederat. În acea noapte, Burnside a încercat să dea vina pe subordonații săi pentru atacul dezastruos, dar ei au afirmat că el este unicul răspunzător pentru acesta.

### Scăderea în intensitate și retragerea, 14–15 decembrie

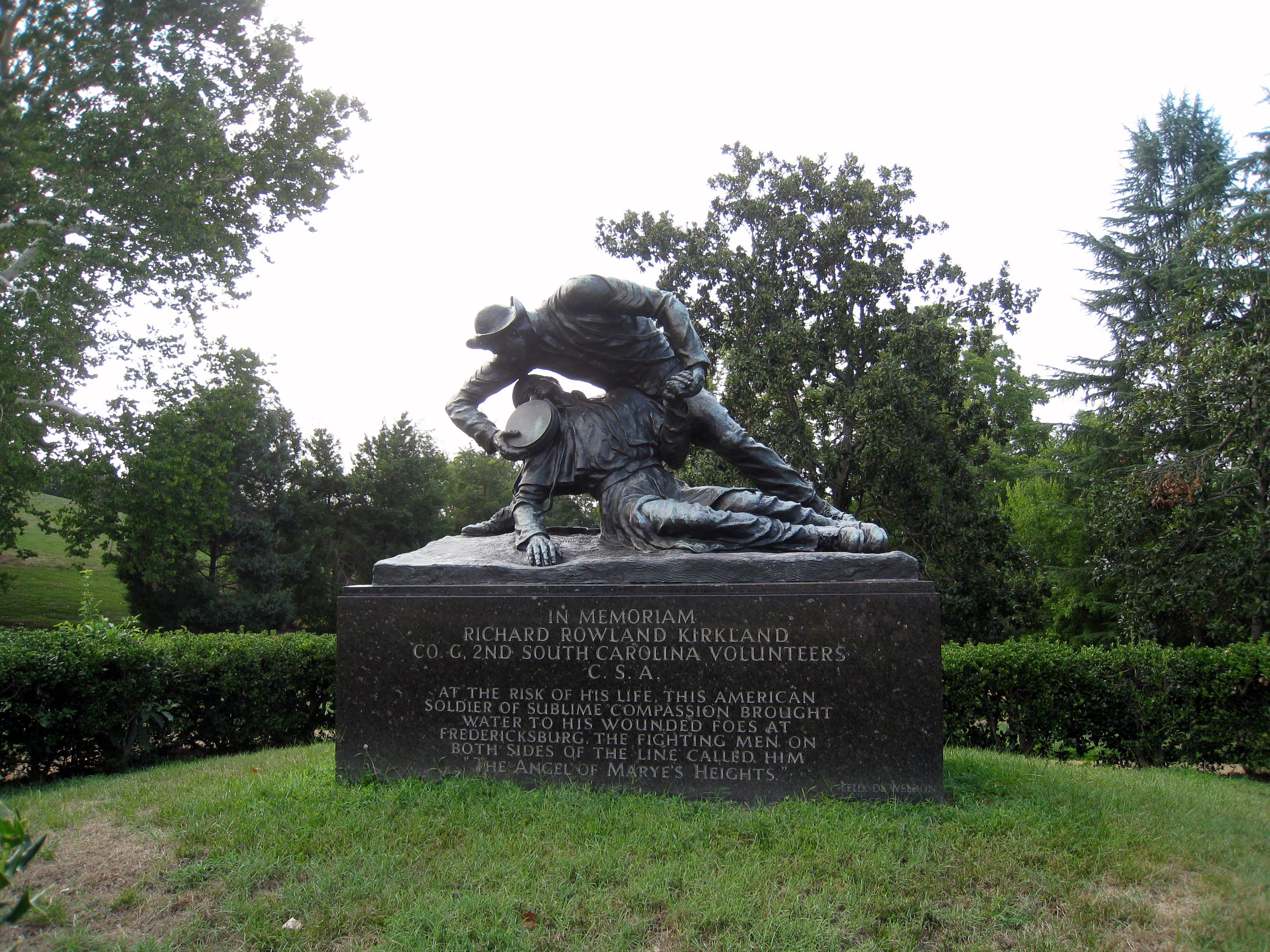
Monumentul lui Richard Rowland Kirkland, „Îngerul de pe Înălţimile lui Marye”, care a dat hrană şi apă unioniştilor răniţi.

După o întâlnire la cină în seara de 13 decembrie, Burnside a anunțat dramatic că el personal va conduce Corpul IX într-un ultim asalt pe Înălțimile lui Marye, dar generalii săi l-au convins a doua zi dimineața să renunțe. Armatele au rămas pe poziție toată ziua de 14 decembrie. În după-amiaza aceea, Burnside i-a cerut lui Lee încetarea focului pentru a îngriji răniții, ceea ce confederatul a acceptat. A doua zi, forțele federale s-au retras peste râu, iar campania a luat sfârșit.
Mărturie pentru proporțiile măcelului și pentru suferințele din timpul bătăliei, a fost povestea lui Richard Rowland Kirkland, sergent confederat din Compania G, Regimentul 2 Infanterie Voluntari Carolina de Sud. Staționat la zidul de piatră de lângă Drumul Scufundat de sub Înălțimile lui Marye, Kirkland a văzut îndeaproape suferințele și, ca și mulți alții, a fost impresionat de strigătele de ajutor ale unioniștilor răniți din noaptea rece de iarnă de 13 decembrie 1862. După ce a obținut permisiunea comandantului său, gen. brig. Joseph B. Kershaw, Kirkland a adunat rații de mâncare și, la lumina zilei, fără o încetare oficială a focului și fără un steag alb (refuzat de Kershaw), a dat apă numeroșilor răniți unioniști de pe câmpul de luptă. Soldații unioniști nu au tras, deoarece intențiile lui Kirkland erau evidente. Pentru aceste fapte, Kirkland a fost poreclit „Îngerul de pe Înălțimile lui Marye”, și în amintirea sa a fost ridicată o statuie de către Felix de Weldon în Parcul Militar Național Fredericksburg și Spotsylvania, unde s-au desfășurat evenimentele.

## Urmări
Armata unionistă a pierdut 12.653 de oameni (1.284 morți, 9.600 răniți, 1.769 prizonieri/dispăruți). Doi generali unioniști au fost răniți mortal: generalii de brigadă George D. Bayard și Conrad F. Jackson. Armata confederată a pierdut 5.377 (608 morți, 4.116 răniți, 653 prizonieri/dispăruți), majoritatea lor căzând în primele lupte de pe frontul lui Jackson. Generalii de brigadă confederați Maxcy Gregg și T. R. R. Cobb au fost răniți mortal. Pierderile suferite de cele două armate arată ambele cât de dezastruoasă a fost tactica armatei Uniunii. Deși luptele de pe flancul sudic au produs pierderi echilibrate (circa 4.000 Confederația, 5.000 Uniunea), flancul nordic a fost total dezechilibrat, victimele unioniștilor fiind de opt ori mai multe decât ale confederaților. Oamenii lui Burnside au suferit considerabil mai mult în atacul care inițial trebuia să fie doar o diversiune decât în lupta principală.
Sudul a început să jubileze pentru marea victorie. Ziarul Examiner din Richmond a descris-o ca pe „o uimitoare înfrângere a invadatorului, o splendidă victorie a apărătorilor pământului sfânt”. Generalul Lee, în mod normal rezervat, a fost descris de ziarul Mercury din Charleston ca „jubilant, ..., părea dornic mereu să îmbrățișeze pe toți cei pe care-i întâlnea.” Același ziar a afirmat și: „generalul Lee știe meserie și armata sa încă nu a cunoscut înfrângerea.”
Reacțiile au fost opuse în nord, unde atât armata cât și președintele Lincoln au fost puternic atacați de politicieni și de presă. Ziarul Commercial din Cincinnati a scris: „nu se poate să fie în natura umană ca oamenii să arate mai multă vitejie și ca generalii să dea dovadă de mai puțină judecată, decât s-a văzut din partea alor noștri în acea zi.” Senatorul Zachariah Chandler, un republican radical, a scris: „Președintele este un om slab, prea slab pentru o așa ocazie și acei generali proști sau trădători pierd vremea și irosesc scumpul sânge cu șovăiri și bătălii nehotărâte.” Guvernatorul Pennsylvaniei Andrew Curtin a vizitat Casa Albă după o călătorie pe câmpul de luptă. El i-a spus președintelui: „nu a fost o bătălie, ci un măcel”. Curtin a declarat că președintele era „cu inima frântă ..., și în curând a ajuns într-o stare de agitație nervoasă la limita nebuniei”. Lincoln însuși scria: „dacă există un loc mai rău ca infernul, eu sunt acum în el.” Burnside a fost demis după o lună, după o nouă tentativă de a epura câțiva din subordonații săi din armată în urma unui nou eșec umilitor în „Marșul Noroiului” din ianuarie.

## Eforturi de conservare

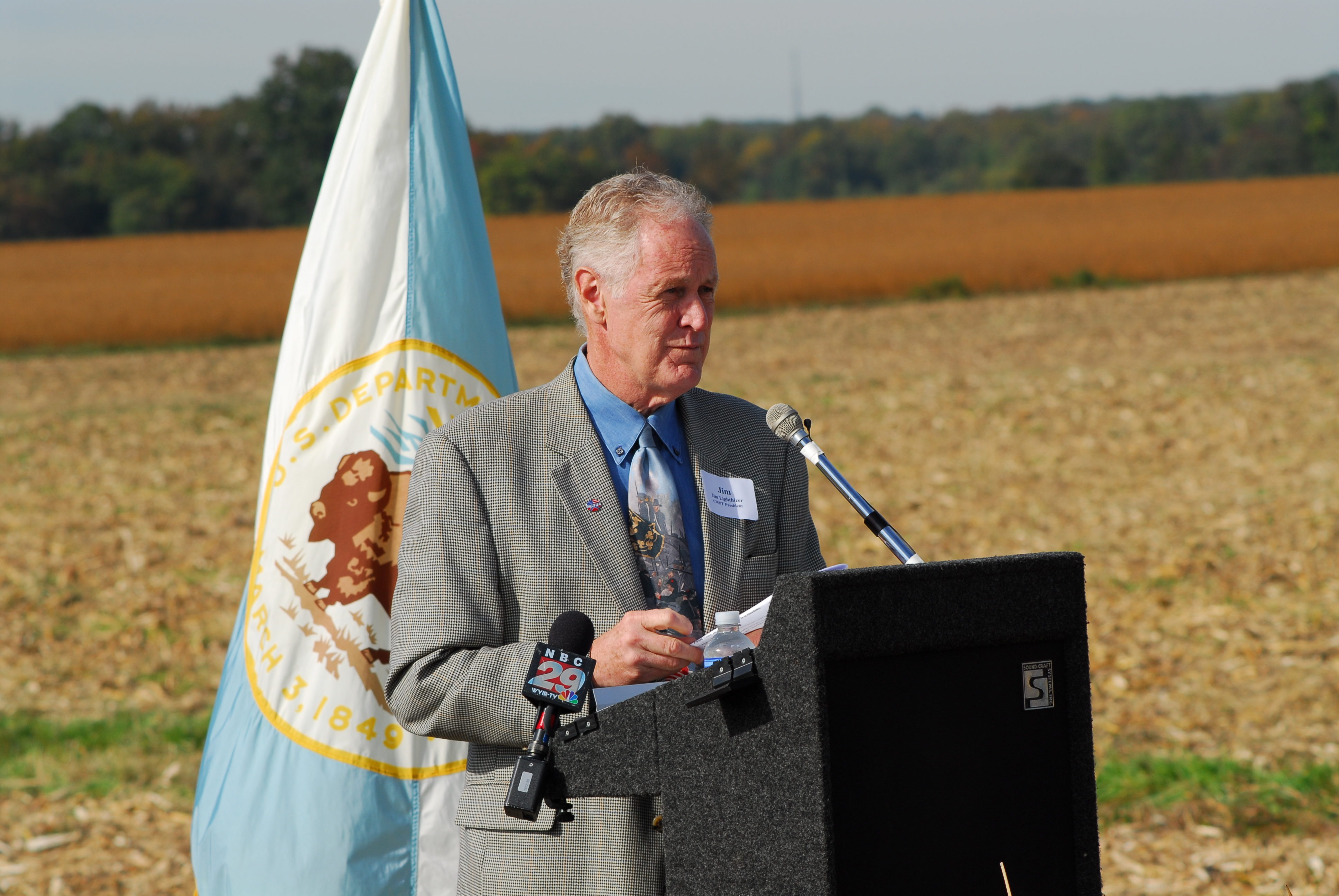
Preşedintele CWPT Jim Lighthizer la Slaughter Pen Farm

În martie 2006, Civil War Preservation Trust (CWPT) a anunțat începerea unei campanii naționale de conservare a sitului istoric Slaughter Pen Farm, o parte din câmpul de bătălie de la Fredericksburg. Ferma de 830 ha, denumită local Pierson Tract, a fost scena luptei sângeroase din 13 decembrie 1862. În acest loc, soldații federali ai gen.-mr. George Meade și ai gen. brig. John Gibbon și-au lansat asaltul împotriva confederaților conduși de gen.-lt. Thomas Stonewall Jackson care apărau porțiunea sudică a liniei Armatei Virginiei de Nord la Fredericksburg. În ciuda pierderilor enorme, soldații federali conduși de Meade au reușit să pătrundă temporar prin linia confederată și o vreme au reprezentat cea mai bună șansă a nordului de a câștiga bătălia de la Fredericksburg. Luptele din această porțiune a câmpului, denumită ulterior Slaughter Pen, s-au soldat cu 5.000 de victime și cu cinci laureați ai Medaliei de Onoare.
Slaughter Pen Farm a fost considerată a fi cea mai mare porțiune rămasă neprotejată din câmpul de luptă de la Fredericksburg. Este și singurul loc de pe câmpul de bătălie unde un vizitator mai poate urmări asaltul unionist de la 13 decembrie de la început până la sfârșit. Aproape toate celelalte terenuri asociate cu atacurile unioniste de la Fredericksburg—fie din capătul de sud al câmpului de luptă, fie în fața Înălțimilor lui Marye—a fost alterat prin dezvoltare. Achiziția cu 12 milioane de dolari a terenului Slaughter Pen Farm de la câmpul de luptă Fredericksburg a fost denumită cea mai ambițioasă achiziție nonprofit a unui câmp de luptă în istoria Americii.
În octombrie 2006, Departamentul de Interne a acordat un grant de 2 milioane de dolari pe baza semnificației istorice a sitului Slaughter Pen Farm. Banii au fost furnizați prin decizie a Congresului de la Fondul de Conservare al Terenurilor și Apelor. Fondul susține eforturile non-federale de a achiziționa și conserva terenuri ale câmpurilor de luptă ale Războiului Civil American. Programul este administrat de American Battlefield Protection Program, un departament al National Park Service. În plus, Central Virginia Battlefields Trust (CVBT) a investit 1 milion de dolari în campania de strângere de fonduri pentru Slaughter Pen Farm.

## Bătălia în literatură și film
Bătălia de la Fredericksburg a fost descrisă în romanul Gods and Generals (Zei și generali), ecranizat de un film din 2003 cu același nume. Atât romanul cât și filmul s-au concentrat în principal pe dezastruoasele șarje de pe Înălțimile lui Marye, filmul punând accent pe cele ale diviziei lui Hancock, pe a Brigăzii Irlandeze, pe ale brigăzilor lui Caldwell și Zook, și pe cea a Regimentului 20 Infanterie Maine.
Scriitoarea americană Louisa May Alcott s-a folosit de amintirile ei de când a îngrijit soldații răniți în bătălia de la Fredericksburg în cartea ei Hospital Sketches (Schițe de spital, 1863).